# Lingapur(S.K), Bilgi
Lingapur(S.K) là một làng thuộc tehsil Bilgi, huyện Bagalkot, bang Karnataka, Ấn Độ.